# Gerry Adams
Gerry Adams (irlandês Gearóid Mac Ádhaimh; Belfast, Irlanda do Norte, 6 de outubro de 1948) é um ex-militante e político irlandês, presidente do Sinn Féin, o partido político do Exército Republicano Irlandês (IRA) da Irlanda do Norte.

## Vida
Vem de uma grande família de origem católica, e anos mais tarde Adams escreveu sobre a perseguição sofrida pela minoria religiosa da região sob o controle britânico. Os membros da família Adams eram conhecidos ativistas, porém, como foi mais tarde revelado, o pai do Adams tinha uma presença física e sexualmente abusivo em casa.
Tomou parte nos protestos católicos dos direitos civis de sua região de origem. Foi preso como suspeito de ser líder do Exército Republicano Irlandês. Após a sua libertação, ele virou-se como o chefe do Sinn Féin, para métodos políticos de abertura de unificação irlandesa e independência, com o Acordo da Sexta-feira Santa, assinado em 1998. Adams é também um autor.

### Os distúrbios
Tendo inicialmente trabalhando como barman, Adams participou nos protestos católicos pelos direitos civis que ocorreram no final da década de 1960. A marcha de Londonderry de 1968 viu o início de décadas de conflito na Irlanda do Norte, no que seria conhecido como os distúrbios (The Troubles), onde milhares de pessoas foram mortas.
Com a atividade extremista visto em ambos os lados, o Exército Republicano Irlandês (IRA) existiu como uma unidade paramilitar ilegal; perguntas abundavam durante anos em torno de quão profundamente e diretamente Adams estava envolvido nas operações armados de guerrilha e terroristas da organização, cujas ações custou a vida de dezenas de civis.

### Lider do Sinn Féin
Como suspeitava topo operatório IRA, Adams foi preso e mantido como prisioneiro pelos ingleses durante grande parte da década de 1970. Após a sua libertação, Adams voltou decididamente para estratégias políticas. Em 1983, ele foi eleito o chefe do Sinn Féin, partido político do IRA, bem como para o parlamento britânico, apesar de ele não tomar o seu lugar, devido à tradição de prometer fidelidade à monarquia.
Algum tempo depois do Acordo Anglo-Irlandês em 1985, Adams se reuniu em privado com John Hume, que estava comprometido com métodos não violentos de unificação da Irlanda. Os dois líderes chegaram a vários pontos de acordo entre o início de 1990, e em 1994, com a aprovação pelo governo dos EUA da época Bill Clinton, Adams foi autorizado a viajar para Nova York e falar em nome do seu partido.

### Assinatura do Acordo de Belfast
Um cessar-fogo do IRA foi alcançado em 1994, e o Acordo da Sexta-feira Santa foi finalmente assinado em 1998, ajudando a estabelecer auto-governo na Irlanda do Norte com um sistema multi-partidário e também estabelecer parâmetros eleitorais para qualquer futura fusão com a República da Irlanda. No entanto, a violência ainda queimado e a desmilitarização do IRA não ocorreria até a década seguinte.
Adams continuou a sua vida política, ganhando um lugar no recém criado Assembleia da Irlanda do Norte (Oireachtas) durante o verão de 1998. Em 2011, Adams ganhou um assento no Parlamento dos deputados da República da Irlanda (Dáil), representando o Condado de Louth e Condado de East Meath. Adams também escreveu mais de uma dúzia de livros, incluindo 'Before the Dawn: An Autobiography (1997), A Farther Shore: Ireland's Long Road to Peace (2003) e uma colectânea de contos The Street (1993).
Em 30 de abril 2014 foi detido e a prestar declarações à divisão de crimes graves da polícia da Irlanda do Norte, no âmbito da investigação ao rapto, morte e ocultação do cadáver de Jean McConville, uma viúva e mãe de dez filhos que foi sequestrada à porta de casa, na zona oeste de Belfast, em Dezembro de 1972.